# Jonny Quinn
Jonathan Graham Quinn, detto Jonny (Bangor, 26 febbraio 1972), è un batterista britannico, dal 1995 al 2023 batterista del gruppo rock Snow Patrol.
È nipote dell'attrice Patricia Quinn.